# Liste der Biografien/Ew
Liste der Biografien |
Portal Biografien |
Personensuche
# |
A |
B |
C |
D |
E |
F |
G |
H |
I |
J |
K |
L |
M |
N |
O |
P |
Q |
R |
S |
T |
U |
V |
W |
X |
Y |
Z |
?
 
Ea |
Eb |
Ec |
Ed |
Ee |
Ef |
Eg |
Eh |
Ei |
Ej |
Ek |
El |
Em |
En |
Eo |
Ep |
Eq |
Er |
Es |
Et |
Eu |
Ev |
Ew |
Ex |
Ey |
Ez
Die Liste der Biografien führt alle Personen auf, die in der deutschsprachigen Wikipedia einen Artikel haben. Dieses ist eine Teilliste mit 261 Einträgen von Personen, deren Namen mit den Buchstaben „Ew“ beginnt.

## Ew

### Ewa
- Ewald, Albert Ludwig (1832–1903), deutscher Forstwissenschaftler und Historiker
- Ewald, Alexander Charles (1842–1891), britischer Verwaltungsbeamter und Historiker
- Ewald, Andreas (* 1988), deutscher Politiker (Bündnis 90/Die Grünen)
- Ewald, Anton (* 1993), schwedischer Tänzer und Sänger
- Ewald, Arnold Ferdinand (1815–1884), deutscher Maler und Schüler der Berliner Akademie
- Ewald, August (1849–1924), deutscher Physiologe
- Ewald, August (* 1887), deutscher Dichter und Gymnasiallehrer
- Ewald, Björn Christian (* 1965), deutscher Klassischer Archäologe
- Ewald, Carl Anton (1845–1915), deutscher Internist
- Ewald, Carl von (1852–1932), deutscher Reichsgerichtsrat, hessischer Regierungschef
- Ewald, Clara (1859–1948), deutsche Porträt- und Genremalerin
- Ewald, Dirk (* 1969), deutscher Basketballspieler
- Ewald, Erich (1884–1947), deutscher Stadtplaner, Gewerbeschullehrer, NS-Ministerialrat Luftbildfotograf
- Ewald, Ernst (1836–1904), deutscher Maler
- Ewald, Ernst Julius Richard (1855–1921), deutscher Physiologe
- Ewald, Ferdinand (1846–1928), deutscher Vergolder und Politiker (SPD), MdR
- Ewald, François (* 1946), französischer Philosoph und Soziologe
- Ewald, Georg (1926–1973), deutscher Politiker (SED), MdV, Minister für Land-, Forst- und Nahrungsgüterwirtschaft der DDR
- Ewald, Gerhard (1927–1997), deutscher Kunsthistoriker
- Ewald, Gottfried (1888–1963), deutscher Psychiater, Neurologe, Hochschullehrer
- Ewald, Günter (1929–2015), deutscher Mathematiker
- Ewald, Gustav (1895–1983), deutscher Ingenieur, Unternehmer, Luftwaffenoffizier und Technikhistoriker
- Ewald, Heinrich (1803–1875), deutscher Theologe, Orientalist und Politiker (DHP), MdR
- Ewald, Hersilie (* 1986), deutsche Opernregisseurin
- Ewald, Jens (* 1983), deutscher Kanute
- Ewald, Johann Joachim (* 1727), deutscher Dichter
- Ewald, Johann Ludwig (1748–1822), Theologe, Pädagoge und Schriftsteller
- Ewald, Johann von (1744–1813), dänischer GeneralJohann von Ewald (1744–1813)

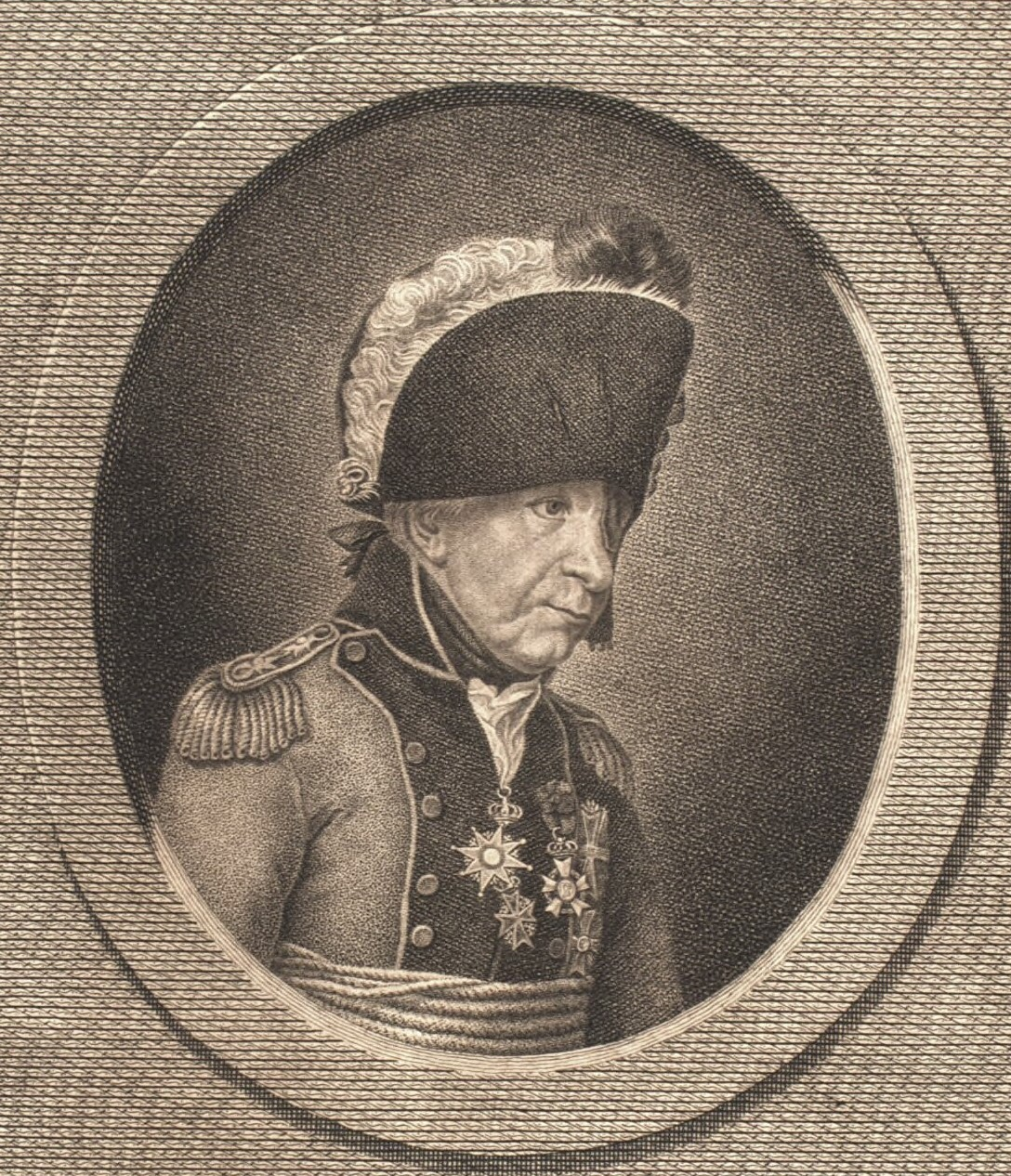
Johann von Ewald (1744–1813)

- Ewald, Johanna (1885–1961), deutsche Schauspielerin
- Ewald, Johannes (1743–1781), dänischer Dichter
- Ewald, Julius (1811–1891), deutscher Geologe, Paläontologe und Fossiliensammler
- Ewald, Karl (1856–1908), dänischer Schriftsteller
- Ewald, Karl (1904–1969), deutscher Standfotograf und Fotograf
- Ewald, Louis (1845–1919), Großherzoglich-hessischer Ministerialrat und Präsident der Oberrechnungskammer
- Ewald, Ludwig (1813–1881), Landtagsabgeordneter Großherzogtum Hessen
- Ewald, Manfred (1926–2002), deutscher Sportfunktionär der DDRManfred Ewald (1926–2002)

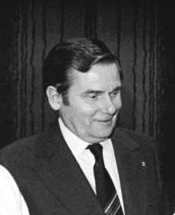
Manfred Ewald (1926–2002)

- Ewald, Marcel (* 1983), deutscher Freistilringer
- Ewald, Marina (1887–1976), deutsche Pädagogin und Leiterin der Schule Schloss Salem
- Ewald, Markus (* 1964), deutscher Kommunalpolitiker
- Ewald, Matthew (* 1982), US-amerikanischer Schauspieler, Drehbuchautor, Filmregisseur, Filmproduzent, Kameramann und Filmeditor, Autor
- Ewald, Minna (1808–1840), Tochter des Mathematikers, Astronomen und Physikers Carl Friedrich Gauß
- Ewald, Oskar (1881–1940), österreichischer Philosoph
- Ewald, Otto (1848–1906), deutscher Opernsänger (Tenor), Theaterregisseur und Autor
- Ewald, Otto (1900–1934), deutscher Kameramann
- Ewald, Paul (1851–1887), deutscher Historiker und Philologe
- Ewald, Paul (1857–1911), deutscher evangelischer Theologe und Hochschullehrer
- Ewald, Paul (* 2006), deutscher Schauspieler
- Ewald, Paul Peter (1888–1985), deutscher Physiker, Kristallograph
- Ewald, Petra (* 1955), deutsche Sprachwissenschaftlerin und Hochschullehrerin
- Ewald, Reinhold (1890–1974), deutscher Maler
- Ewald, Reinhold (* 1956), deutscher Physiker und Astronaut
- Ewald, Richard (* 1851), deutscher Theaterschauspieler, Sänger (Tenor/Bariton) und Theaterregisseur
- Ewald, Schack Hermann (1745–1822), deutscher Hofbeamter und Publizist
- Ewald, Weronika (* 2006), polnische Tennisspielerin
- Ewald, Wiktor Wladimirowitsch (1860–1935), russischer Komponist, Cellist, Ingenieur und Hochschullehrer
- Ewald, Wilhelm (1825–1887), deutscher Jurist und Politiker
- Ewald, Wilhelm (1878–1955), deutscher Siegelkundler und Heraldiker
- Ewaldsen, Hans L. (1923–2013), deutscher Industriemanager
- Ewaldt, Peter (1952–2017), österreichischer Musiker und Dirigent
- Ewaliko, Rod (* 1954), US-amerikanischer Speerwerfer
- Ewan, Caleb (* 1994), australischer RadrennfahrerCaleb Ewan (* 1994)

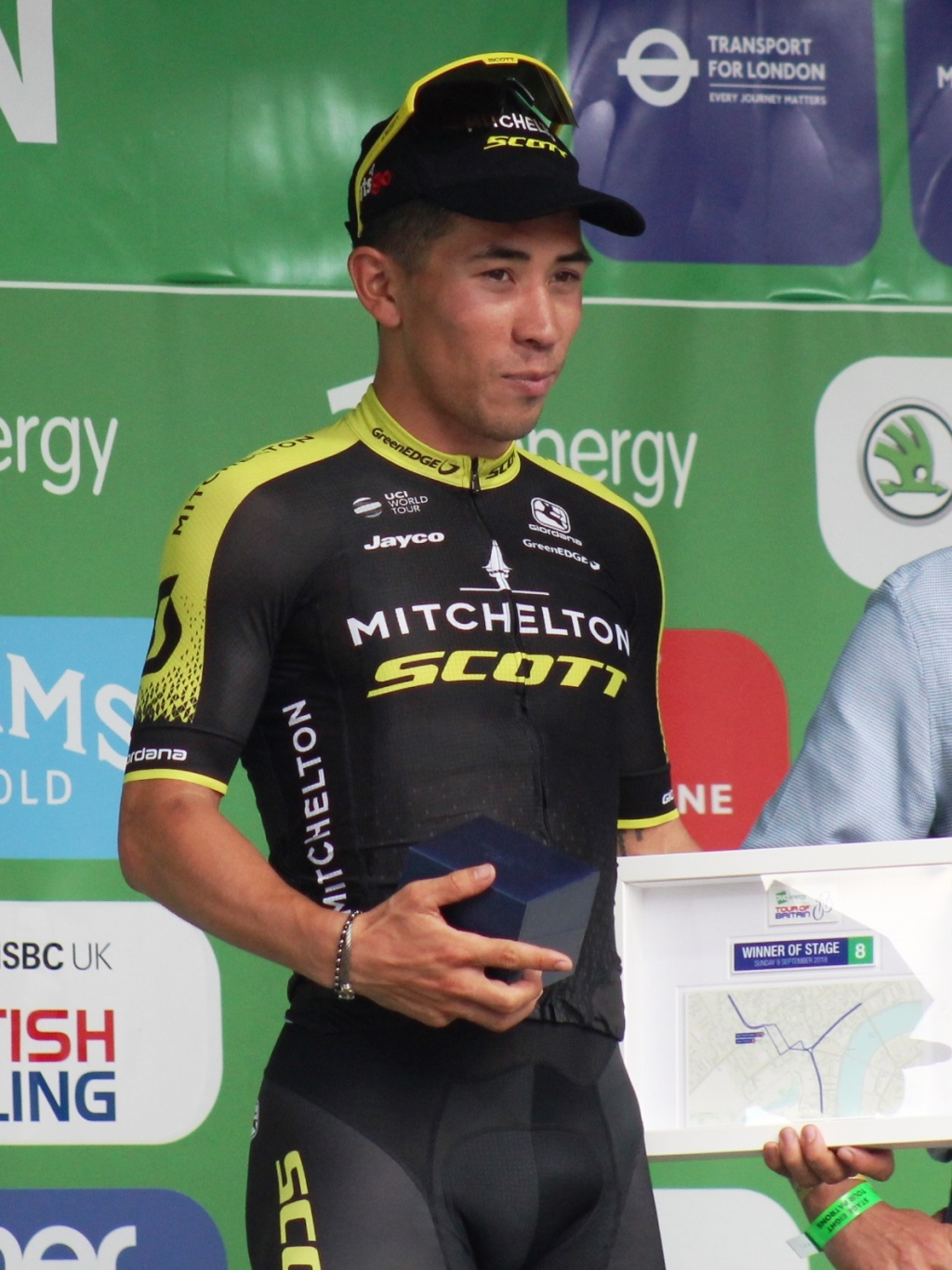
Caleb Ewan (* 1994)

- Éwanjé-Épée, Maryse (* 1964), französische Leichtathletin
- Éwanjé-Épée, Monique (* 1967), französische Hürdenläuferin
- Ewans, Kai (1906–1988), dänisch-amerikanischer Jazzmusiker
- Ewans, Roy (1917–2012), britischer Flugzeugbauingenieur
- Ewanuick, Fred (* 1971), kanadischer Schauspieler und Synchronsprecher
- Ewanyk, Travis (* 1993), deutsch-kanadischer Eishockeyspieler
- Ewart, Alfred James (1872–1937), britisch-australischer Botaniker
- Ewart, Douglas (* 1946), US-amerikanischer Jazzmusiker und Instrumentenbauer
- Ewart, Gavin (1916–1995), britischer Lyriker
- Ewart, Hamilton G. (1849–1918), US-amerikanischer Jurist und Politiker
- Ewart, James Cossar (1851–1933), schottischer Zoologe
- Ewart, Jesse (* 1994), irischer Radrennfahrer
- Ewart, Spencer (1861–1930), britischer Generalleutnant
- Ewart-Biggs, Christopher (1921–1976), britischer Diplomat und Botschafter in Irland
- Ewart-Biggs, Jane, Baroness Ewart-Biggs (1929–1992), britische Politikerin (Labour Party)
- Ewazen, Eric (* 1954), US-amerikanischer Komponist

### Ewb
- Ewbank, Weeb (1907–1998), US-amerikanischer American-Football-Spieler und -Trainer

### Ewe
- Ewe, Herbert (1921–2006), deutscher Historiker und Archivar; Leiter des Stadtarchivs Stralsund
- Ewe, Paul (1933–2021), deutscher Fußballspieler
- Ewel, Maria (1915–1988), deutsche Bildhauerin
- Ewel, Otto (1871–1954), deutscher Maler
- Eweler, Grete (* 1899), deutsche Geigerin
- Eweler, Heinrich (1902–1966), deutscher Jurist, Kriminalpolizist und SS-Führer
- Eweler, Ruth (1916–1947), deutsche Schauspielerin
- Ewelina, Anna (* 1985), deutsche Schauspielerin
- Ewell, Barney (1918–1996), US-amerikanischer Leichtathlet
- Ewell, Don (1916–1983), US-amerikanischer Jazz- und Stride-Pianist
- Ewell, Kayla (* 1985), US-amerikanische SchauspielerinKayla Ewell (* 1985)

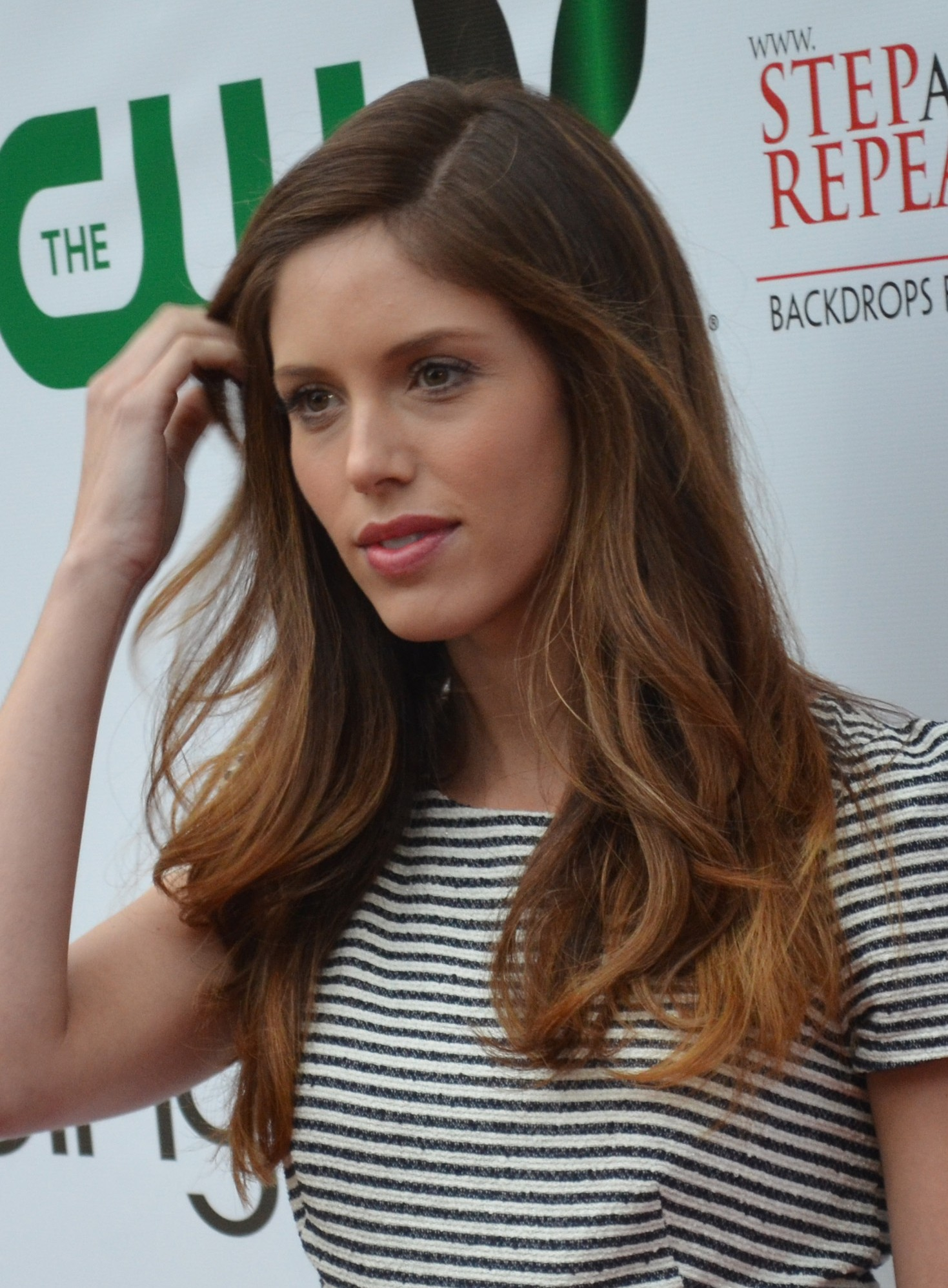
Kayla Ewell (* 1985)

- Ewell, Richard Stoddert (1817–1872), US-amerikanischer General im konföderierten Heer im Amerikanischen Bürgerkrieg
- Ewell, Tom (1909–1994), US-amerikanischer Schauspieler
- Ewels, Andreas (* 1969), deutscher Journalist und Regisseur
- Ewelt, Luca Joe (* 2004), US-amerikanisch-deutscher Basketballspieler
- Ewelt-Knauer, Corinna (* 1983), deutsche Wirtschaftswissenschaftlerin und Hochschullehrerin
- Ewemade, David (* 2005), nigerianischer Fußballspieler
- Ewen, Carl (1931–2022), deutscher Politiker (SPD)
- Ewen, Günter Hermann (1962–1999), deutscher Amokläufer
- Ewen, Harold Irving (1922–2015), US-amerikanischer Astrophysiker, Nachweis der 21-cm-Spektrallinie des Wasserstoffs
- Ewen, Herbert (* 1939), deutscher Fußballspieler
- Ewen, Jade (* 1988), britische Sängerin und SchauspielerinJade Ewen (* 1988)

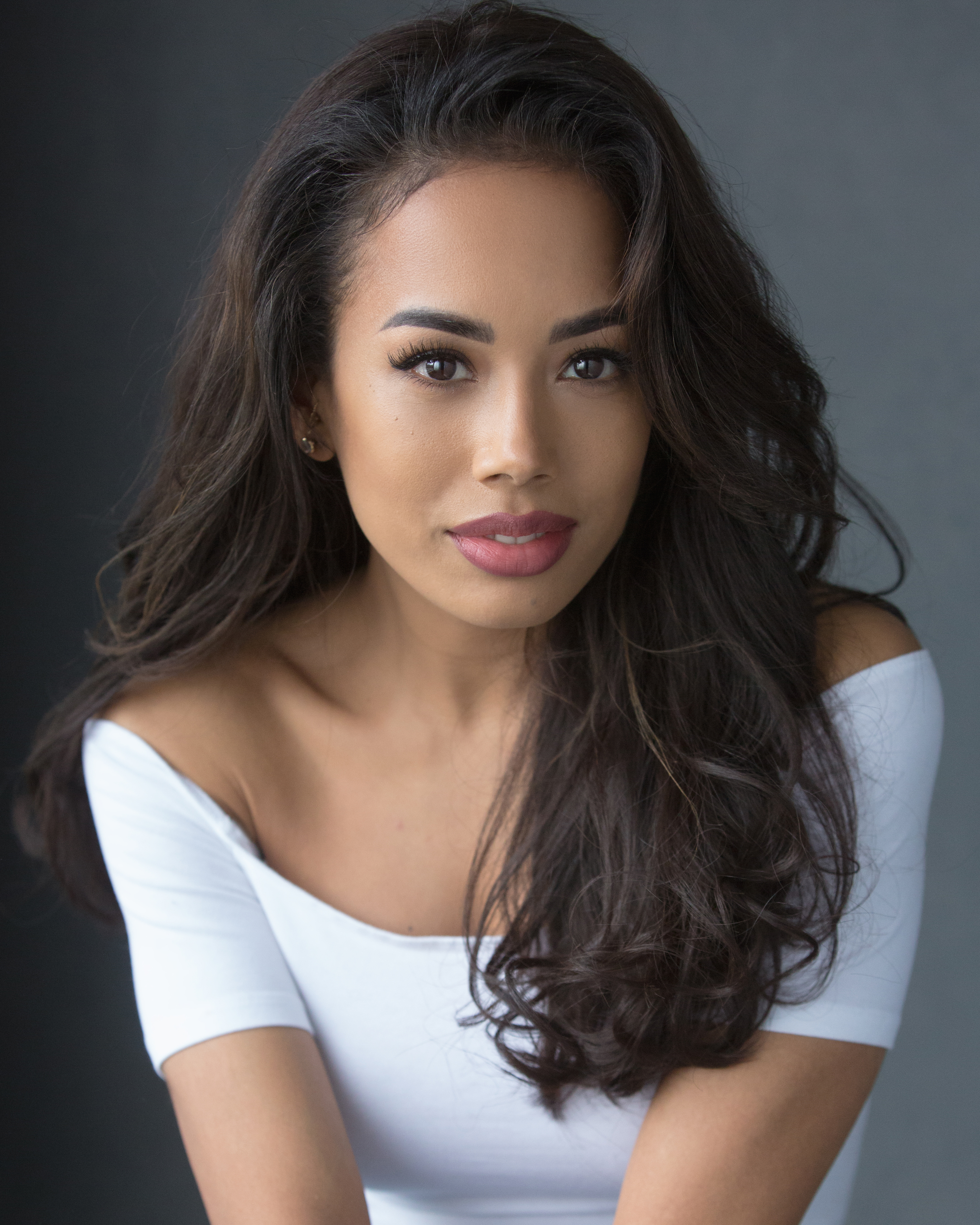
Jade Ewen (* 1988)

- Ewen, Maggie (* 1994), US-amerikanische Kugelstoßerin
- Ewen, Marcel (* 1982), luxemburgischer Springreiter
- Ewen, Paterson (1925–2002), kanadischer Maler und Hochschullehrer
- Ewen, Quirin (1776–1846), Landtagsabgeordneter Großherzogtum Hessen
- Ewen, Ralf (* 1972), deutscher Fußballspieler
- Ewen, Sandy (* 1985), kanadische Jazz- und Improvisationsmusikerin
- Ewen, Stephen (* 1980), nordirischer Eishockeyspieler
- Ewen, Todd (1966–2015), kanadischer Eishockeyspieler
- Ewentow, Jakow Stanislawowitsch (1906–1989), sowjetischer Geologe und Schachfunktionär
- Ewer, Wolfgang (* 1955), deutscher Jurist
- Ewerbeck, August (1875–1961), deutscher Maler
- Ewerbeck, August Hermann (1816–1860), deutsch-französischer Schriftsteller, Übersetzer und Arzt und Mitglied im Bund der Kommunisten
- Ewerbeck, Christian Gottfried (1761–1837), deutscher Philosoph und Mathematiker
- Ewerbeck, Franz (1839–1889), deutscher Architekt und Hochschullehrer an der RWTH Aachen
- Ewerbeck, Niels (1962–2012), deutscher Intendant, Galerist und Hochschuldozent
- Ewerhard, Thomas, deutscher Grafiker und Layouter
- Ewerhart, Rudolf (1928–2022), deutscher Hochschullehrer, Musikwissenschaftler, Musiker, Herausgeber und Instrumentensammler
- Ewerlöf, Katarina (* 1959), schwedische Schauspielerin
- Ewerlöf, Malin (* 1972), schwedische Leichtathletin
- Ewerlund, Gulli (1902–1985), schwedische Schwimmerin
- Ewerrien, Rainer (* 1960), deutscher Schauspieler und Autor
- Ewers, Andre (* 1995), jamaikanischer Leichtathlet
- Ewers, Anna (* 1993), deutsches Model
- Ewers, Carl (1835–1914), deutscher Fabrikant, Abgeordneter und Handelskammervorsitzender
- Ewers, Carl (1902–1981), deutscher Jurist und Verwaltungsbeamter
- Ewers, Christine (* 1984), deutsche Meeres- und Entwicklungsbiologin
- Ewers, Eduard Friedrich (1862–1936), deutscher Unternehmer und Senator der Hansestadt Lübeck
- Ewers, Ernst (1873–1940), deutscher Marineoffizier, zuletzt Konteradmiral
- Ewers, Friedrich (1828–1913), deutscher Industrieller
- Ewers, Gustav von (1779–1830), deutscher Historiker, Staatslehrer, Hochschullehrer sowie Rektor der Universität Dorpat (1818–1830)
- Ewers, H. G. (1930–2013), deutscher Science-Fiction-Schriftsteller
- Ewers, Hanns Heinz (1871–1943), deutscher Schriftsteller, Filmemacher, Globetrotter und KabarettistHanns Heinz Ewers (1871–1943)

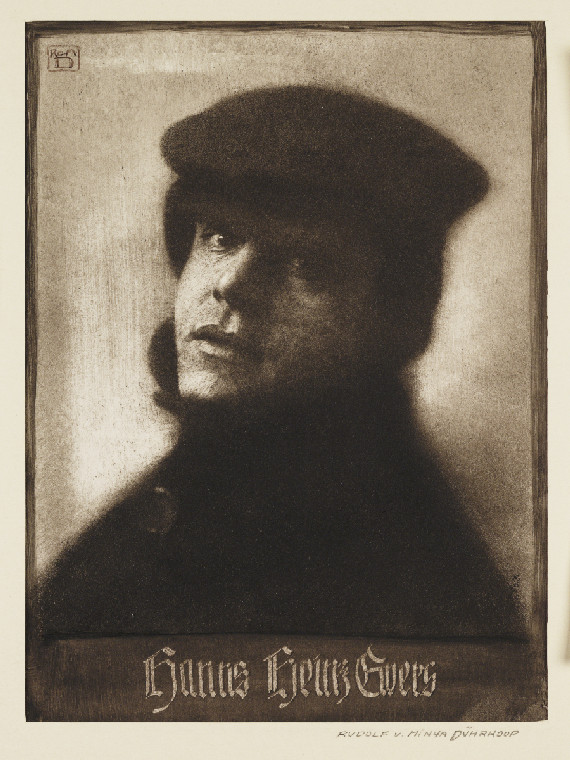
Hanns Heinz Ewers (1871–1943)

- Ewers, Hans (1887–1968), deutscher Politiker (DP), MdL, MdB
- Ewers, Hans-Heino (* 1949), deutscher Germanist
- Ewers, Hans-Jürgen (1942–2002), deutscher Ökonom, Präsident der Technischen Universität Berlin
- Ewers, Heinrich (1817–1885), deutscher Maler der Düsseldorfer Schule
- Ewers, Heinrich (1906–1992), deutscher Theologe, Kanonist und Richter an der römischen Rota
- Ewers, Ludwig (1870–1946), deutscher Schriftsteller
- Ewers, Marisa (* 1989), deutsche Fußballspielerin
- Ewers, Michael (* 1964), deutscher Gesundheitswissenschaftler, Pflegewissenschaftler und Hochschullehrer
- Ewers, Otto von (1812–1873), russischer Diplomat
- Ewers, Peter (* 1963), deutscher Organist, Musikwissenschaftler, Psychotherapeut und Berater
- Ewers, Thomas (* 1969), deutsches Justizirrtumsopfer
- Ewers, Uwe (1944–2007), deutscher Politiker (CDU), MdA
- Ewers, Veronica (* 1994), US-amerikanische Radrennfahrerin
- Ewers-Wunderwald, Ilna (1875–1957), deutsche Illustratorin, Übersetzerin, Zeichnerin, und MalerinIlna Ewers-Wunderwald (1875–1957)

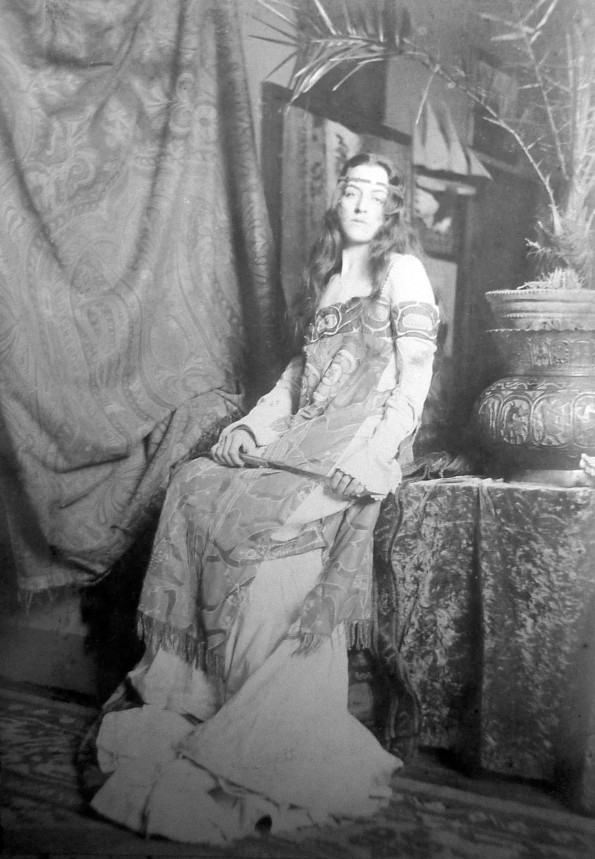
Ilna Ewers-Wunderwald (1875–1957)

- Ewert, Alexei Jermolajewitsch (1857–1926), russischer General im Ersten Weltkrieg
- Ewert, Alfred (1891–1969), britischer Romanist nordamerikanischer Herkunft
- Ewert, Alfred (1900–1969), deutscher Kommunist und mecklenburgischer Funktionär (KPD, SED)
- Ewert, Arthur (1890–1959), deutscher Politiker (SPD, KPD), MdR
- Ewert, Axel (* 1961), deutscher Fußballspieler
- Ewert, Benjamin, deutscher Politikwissenschaftler und Hochschullehrer
- Ewert, Bernd (* 1947), deutscher Maler und Reisejournalist
- Ewert, Burkhard (* 1974), deutscher Journalist
- Ewert, Carola (1967–2014), deutsche Synchronsprecherin
- Ewert, Christian (1935–2006), deutscher Kunsthistoriker und Bauforscher
- Ewert, David (1922–2010), mennonitischer Theologe
- Ewert, Diana (* 1960), deutsche Juristin und Verwaltungsbeamtin
- Ewert, Edda, deutsche Goalballspielerin
- Ewert, Elise (1886–1940), deutsche Übersetzerin und Widerstandskämpferin
- Ewert, Elmer (* 1934), kanadischer Bogenschütze
- Ewert, Erika (1901–1974), deutsche Politikerin (KPD), MdBB
- Ewert, Ernst (* 1872), deutscher Versicherungsfachmann und Schriftsteller
- Ewert, Frank (* 1963), deutscher Hochschullehrer
- Ewert, Fritz (1937–1990), deutscher Fußballspieler
- Ewert, Gottfried (1921–2014), deutscher Generalmajor der Bundeswehr
- Ewert, Hans-Ludwig (1930–2012), deutscher Geodät und Kartograf
- Ewert, Harald (1954–2006), deutscher Protestteilnehmer, Symbolfigur
- Ewert, Hartmut (* 1968), deutscher Pianist, Komponist und Arrangeur
- Ewert, Heinz-Joachim (1909–1988), deutscher Filmproduktionsleiter
- Ewert, Jenna (* 2000), US-amerikanische Volleyballspielerin
- Ewert, Jordan (* 1997), US-amerikanischer Volleyballspieler
- Ewert, Jörg-Peter (* 1938), deutscher Neurophysiologe
- Ewert, Karsten (* 1937), deutscher Militärarzt
- Ewert, Maximilian C. Jehuda (* 1974), deutscher Komponist
- Ewert, Otto M. (1928–2012), deutscher Entwicklungspsychologe und Hochschullehrer
- Ewert, Paul Erich (1894–1955), deutscher Kantor, Organist und Orgelbauer in Königsberg und Osnabrück
- Ewert, Renate (1933–1966), deutsche Filmschauspielerin
- Ewert, Ulf Christian (* 1966), deutscher Historiker
- Ewert, Walter (1895–1975), Kantor, Lehrer, Heimatforscher, Bodendenkmalpfleger
- Ewert, Willy (1894–1970), deutscher Politiker (SPD), MdBB und Bremer Senator
- Ewert, Wolf (1905–1994), deutscher Generalmajor der Wehrmacht
- Ewerth, Johannes (1936–2019), deutscher U-Boot-Kommandant, Kapitän zur See der Deutschen Marine und Autor
- Ewerth, Ralph (* 1972), deutscher Informatiker
- Ewerthon (* 1981), brasilianischer FußballspielerEwerthon (* 1981)

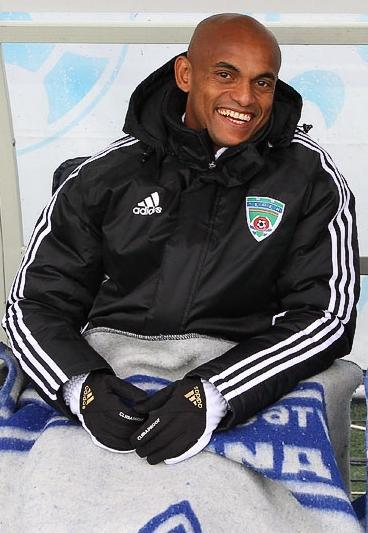
Ewerthon (* 1981)

- Ewerton (* 1989), brasilianischer Fußballspieler
- Ewertsen, Annemarie (1909–1993), deutsche Malerin und Grafikerin
- Ewertz, Fabian (* 1981), deutscher Fußballspieler und -trainer
- Ewertz, Heinrich (1852–1916), deutscher Fotograf

### Ewg
- Ewgraf, Alexander (* 1961), russisch-deutscher Maler und Installations-Künstler

### Ewh
- Ewherido, Anthony Ovayero (* 1960), nigerianischer römisch-katholischer Geistlicher und Bischof von Warri

### Ewi
- Ewi, König von Midian
- Ewich, Johann Jakob (1788–1863), deutscher evangelischer Pädagoge
- Ewich, Johannes (1525–1588), deutscher Mediziner
- Ewich, Karl Otto Jakob (1814–1894), deutscher Arzt, Balneologe und herzoglich sächsischer Hofrat
- Ewig, Eugen (1913–2006), deutscher Historiker
- Ewig, Michael (* 1964), deutscher Biologiedidaktiker
- Ewig, Walter (1897–1984), deutscher Heimatforscher und Standesbeamter
- Ewigleben, Cornelia (* 1954), deutsche Klassische Archäologin
- Ewijk, Chayenne (* 1988), niederländische Tennisspielerin
- Ewijk, Milan van (* 2000), niederländischer Fußballspieler
- Ewin († 595), langobardischer Herzog von Trient
- Ewing, Alexander (1814–1873), schottischer Theologe und anglikanischer Bischof
- Ewing, Alfred Cyril (1899–1973), britischer Philosoph
- Ewing, Andrew (1813–1864), US-amerikanischer Politiker
- Ewing, Annabelle (* 1960), schottische Politikerin (SNP), Mitglied des House of Commons
- Ewing, Barbara (* 1944), neuseeländische Schauspielerin und Romanautorin
- Ewing, Blake McIver (* 1985), US-amerikanischer Schauspieler und Synchronsprecher
- Ewing, Buck (1859–1906), US-amerikanischer Baseballspieler und -trainer
- Ewing, Dan (* 1985), australischer Schauspieler
- Ewing, Darren, US-amerikanischer Schauspieler, Komiker und Hörfunkmoderator
- Ewing, Diana (* 1946), US-amerikanische Schauspielerin
- Ewing, Edwin Hickman (1809–1902), US-amerikanischer Politiker
- Ewing, Ella (1872–1913), US-amerikanische Sideshow-Darstellerin
- Ewing, Fergus (* 1957), schottischer Politiker und Mitglied der Scottish National Party (SNP)
- Ewing, George Washington (1808–1888), US-amerikanischer Politiker
- Ewing, Harry, Baron Ewing of Kirkford (1931–2007), schottischer Politiker, Mitglied des House of Commons, Life Peer
- Ewing, Heidi, amerikanische Filmregisseurin und Filmproduzentin von Dokumentarfilmen
- Ewing, Henry Ellsworth (1883–1951), US-amerikanischer Entomologe, Arachnologe und Parasitologe
- Ewing, Hugh Boyle (1826–1905), US-amerikanischer General und Diplomat
- Ewing, James (1866–1943), US-amerikanischer Pathologe
- Ewing, James Alfred (1855–1935), schottischer Physiker und Ingenieur
- Ewing, James Arthur (1916–1991), US-amerikanischer Politiker
- Ewing, John (1789–1858), US-amerikanischer Politiker
- Ewing, John Hoge (1796–1887), US-amerikanischer Politiker
- Ewing, Juliana Horatia (1841–1885), englische Autorin von Kinderbüchern
- Ewing, Larry (* 1978), US-amerikanischer Programmierer, Zeichner von Tux, dem Linux-Pinguin
- Ewing, Margaret (1945–2006), schottische Politikerin (SNP), Mitglied des House of Commons
- Ewing, Maria (1950–2022), US-amerikanische Opernsängerin (Sopran/Mezzosopran)Maria Ewing (1950–2022)

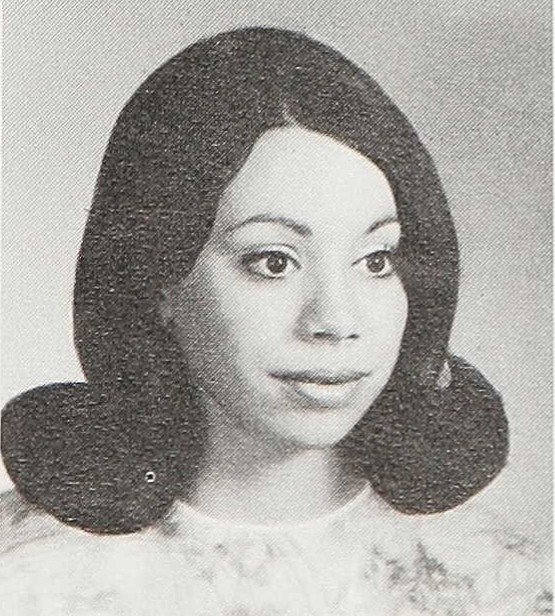
Maria Ewing (1950–2022)

- Ewing, Mason (* 1982), französischer, kamerunischer und amerikanischer Filmproduzent, Regisseur, Drehbuchautor und Modedesigner
- Ewing, Maurice (1906–1974), US-amerikanischer Physiker
- Ewing, Megan (* 1984), US-amerikanisches Supermodel
- Ewing, Montague (1890–1957), britischer Komponist
- Ewing, Patrick (* 1962), US-amerikanischer BasketballspielerPatrick Ewing (* 1962)

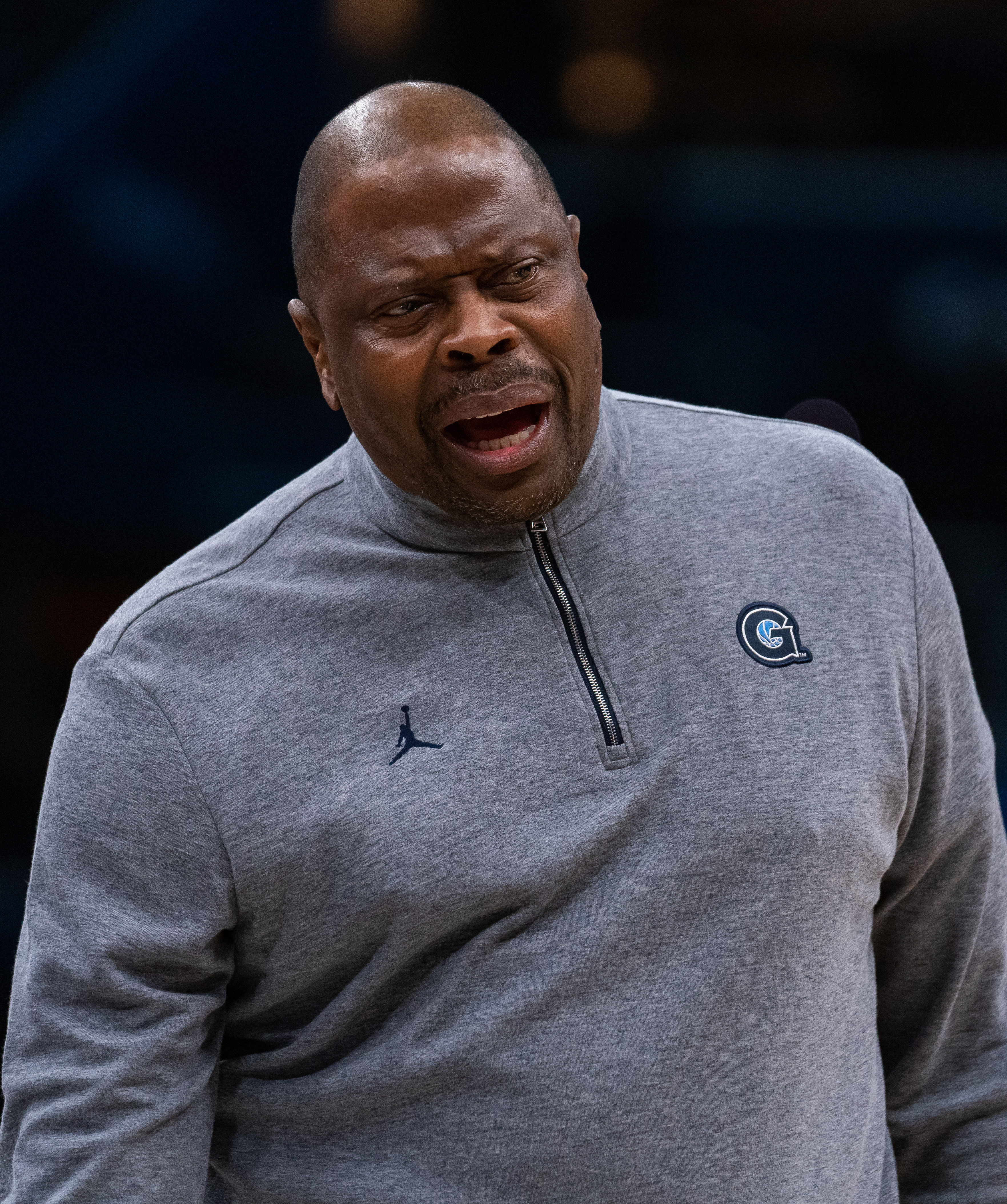
Patrick Ewing (* 1962)

- Ewing, Patrick Jr. (* 1984), US-amerikanisch-jamaikanischer Basketballspieler
- Ewing, Presley (1822–1854), US-amerikanischer Politiker
- Ewing, Reid (* 1988), US-amerikanischer Schauspieler und Musiker
- Ewing, Rufus (* 1968), Politiker der Turks- und Caicosinseln
- Ewing, Samuel (1906–1981), US-amerikanischer Hockeyspieler
- Ewing, Skip (* 1964), US-amerikanischer Country-Sänger und Songwriter
- Ewing, Streamline (1917–2002), US-amerikanischer Jazz-Posaunist
- Ewing, Thomas (1789–1871), US-amerikanischer Politiker, Senator, Innenminister und Finanzminister
- Ewing, Thomas Jr. (1829–1896), US-amerikanischer Politiker
- Ewing, Thomas W. (* 1935), US-amerikanischer Politiker
- Ewing, Walter (1878–1945), kanadischer Sportschütze
- Ewing, William Lee D. (1795–1846), US-amerikanischer Politiker
- Ewing, Winnie (1929–2023), schottische Politikerin (SNP), Mitglied des House of Commons, MdEP
- Ewing, Z. W. (1843–1909), US-amerikanischer Politiker
- Ewinger, Hermann (* 1887), bayerischer Staatskommissar
- Ewins, Marc (* 1985), US-amerikanischer Schauspieler

### Ewo
- Ewo, Jon (* 1957), norwegischer Schriftsteller
- Ewodo, Narcisse (* 1972), französisch-kamerunischer Basketballspieler

### Ewr
- Ewrelius, Marie (* 1967), schwedische Fußballspielerin
- Ewrenos († 1417), osmanischer Militärkommandant und General
- Ewry, Ray (1873–1937), US-amerikanischer LeichtathletRay Ewry (1873–1937)

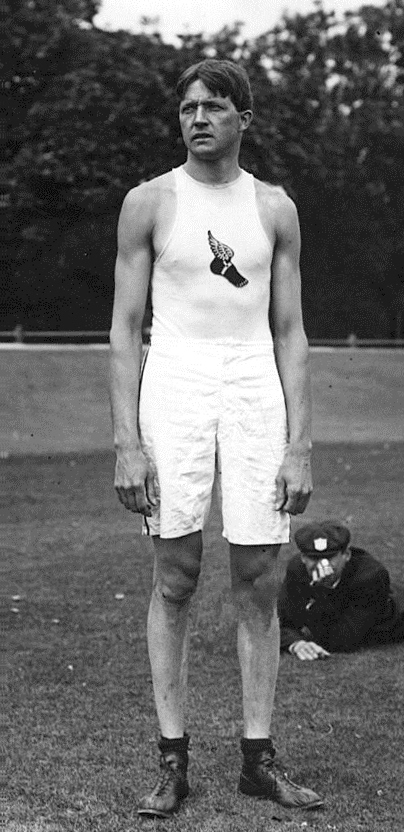
Ray Ewry (1873–1937)

### Ewt
- Ewtimow, Dimitar (* 1993), bulgarischer Fußballspieler
- Ewtimowa, Dia (* 1987), bulgarische Tennisspielerin
- Ewtuschenko, Anatolyj (* 1934), sowjetischer Handballtrainer

### Ewu
- Ewuare, Herrscher des westafrikanischen Königreichs Benin
- Ewulu, Joy, deutsche Schauspielerin

### Ewy
- Ewy, Oliver (* 1992), deutscher Schauspieler und Musiker